# 张震宇 (1976年)
张震宇（1976年8月—），男，汉族，扬州江都人，中华人民共和国政治人物，曾任仪征市人民政府市长，中共仪征市委书记。

## 生平
1997年1月加入中国共产党，同年8月参加工作。